# Příkosice
Příkosice (en allemand : Pschikositz) est une commune du district de Rokycany, dans la région de Plzeň, en République tchèque. Sa population s'élevait à 428 habitants en 2021.

## Géographie
Příkosice se trouve à 10 km au sud-est de Rokycany, à 23 km au sud-est de Plzeň et à 72 km au sud-ouest de Prague.
La commune est limitée par Mirošov au nord, par Štítov et Trokavec à l'est, par Vísky au sud-est, par Spálené Poříčí au sud et par Mešno et Kakejcov à l'ouest.

## Histoire
La première mention écrite du village date de 1407.

## Transports
Par la route, Příkosice se trouve à 11 km de Rokycany, à 28 km de Plzeň et à 91 km de Prague. 